# آرپنیک نالباندیان

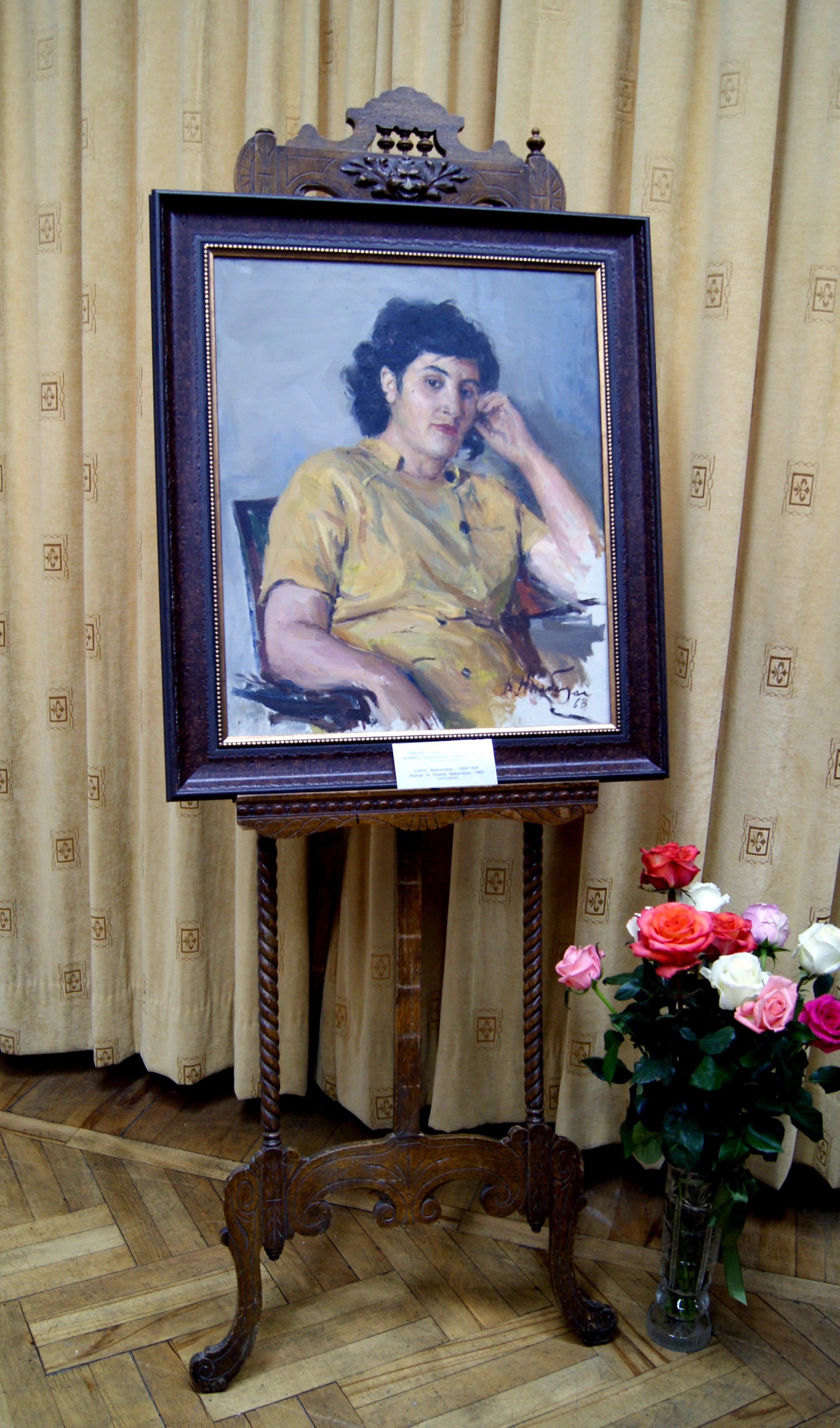
نمایشگاهی به مناسبت صدمین سالگرد تولد در موزه ملی ارمستان

آرپنیک نالباندیان (ارمنی: Արփենիկ Նալբանդյան؛ ۲۳ دسامبر ۱۹۱۶ – ۱۷ مه ۱۹۶۴) یک نقاش اهل ارمنستان-شوروی بود. عنوان هنرمند افتخاری ارمنستان شوروی به وی اعطا گردید. ادوارد ایسابکیان همسر، آرام ایسابکیان پسر و دمیتری نالباندیان برادر وی بودند.

## زندگی‌نامه
آرپنیک نالباندیان در روز ۲۳ دسامبر ۱۹۱۶ در تفلیس به دنیا آمد. از سال ۱۹۳۵ تا ۱۹۴۱ در رشته نقاشی در آکادمی دولتی هنری تفلیس در گرجستان تحصیل نمود. نالباندیان در سال ۱۹۴۳ به عضویت اتحادیه هنرمندان ارمنستان درآمد. وی در سال ۱۹۴۶ شروع به تدریس در انستیتو هنرهای زیبا و نمایشی ایروان نمود. در سال‌های ۱۹۴۸ و ۱۹۵۲ وی به عنوان معاون شورای شهر برگزیده شد. در سال ۱۹۵۷ مدال کارگر افتخاری به وی اعطا گردید. در سال ۱۹۶۱ عنوان هنرمند شایسته ارمنستان شوروی به وی اعطا گردید. به آرپنیک نالباندیان در روز ۱۷ مه ۱۹۶۴ در ایروان درگذشت.

## آثار
حدود ۳۰۰ اثر از وی در نگارخانه ملی ارمنستان و نیز حدود ۴۵ اثر از وی در نگارخانه ملی گئورگین نگارخانه گیومری و مجموعه‌های خصوصی نگهداری می‌شود.